# Medusa
|  | Per a altres significats, vegeu «Medusa (desambiguació)». |

Les meduses o grumers són un grup informal, sense valor taxonòmic, constituït per cnidaris gelatinosos del subembrancament dels medusozous. Es tracta d'animals marins amb el cos amb forma d'ombrel·la envoltada de tentacles, tots de vida lliure tret d'algunes formes sèssils. L'ombrel·la es contrau rítmicament per expulsar aigua i impulsar la medusa amb poc esforç. Els tentacles, dotats de cèl·lules urticants, es fan servir per atrapar preses i plantar cara als depredadors. Les meduses tenen un cicle de vida complex que comença amb larves plànules que es dispersen per tot arreu i passen per una fase polipoide sedentària abans d'assolir la maduresa sexual.
Es troben en tots els oceans del planeta, des de la superfície fins a les profunditats del mar. Algunes meduses habiten en aigua dolça. Les meduses han vagat pels mars des de fa almenys 500 milions d'anys, i possiblement des de fa 700 milions o més. Les espècies actuals presenten una morfologia molt similar a les espècies fòssils.
Viuen allunyades de la costa, però es poden aproximar a la costa en quantitats variables a causa dels corrents d'aigua. L'arribada de meduses a la costa és un fenomen natural que té lloc durant la primavera i l'estiu.

## Etimologia
En alguns indrets de parla catalana també es coneixen amb altres noms, com moques (nom estès a tota la costa del País Valencià, les Illes Balears i al Rosselló), grumers, vorms, borms, borns o bromers.

## Morfologia

Morfologia d'una hidromedusa
1.- Ectodermis; 2.- Mesoglea; 3.- Gastrodermis; 4.- Estómac; 5.- Canal radial; 6.- Canal circular; 7.- Tentacle; 8.- Vel; 9.- Anell nerviós extern; 10.- Anell nerviós intern; 11.- Gònada; 12.- Manubri; 13.- Boca; 14.- Exombrel·la; 15.- Subombrel·la.

El concepte de medusa no és taxonòmic sinó morfològic. El cicle de vida de la majoria dels cnidaris inclou una fase pòlip i una fase medusa. El pòlip té forma cilíndrica i viu sobre substrat rocallós (vida sèssil), amb la boca i els tentacles dirigits cap amunt. La medusa, de vida lliure, té forma de campana o ombrel·la amb el costat convex cap amunt i amb tentacles que pengen de l'ombrel·la.
Molts cnidaris tenen una alternança de generacions, amb pòlips sèssils que es reprodueixen asexualment i meduses pelàgiques que duen a terme la reproducció sexual. L'única classe de cnidaris que no té meduses són els antozous; les altres tres classes (hidrozous, escifozous i cubozous) posseeixen forma pòlip i forma medusa. Les meduses presenten característiques distintives en les tres classes, de manera que es pot parlar d'hidromeduses, escifomeduses i cubomeduses respectivament.
L'estructura de la medusa és semblant a la del pòlip, però en sentit invers. Les meduses tenen forma de campana o paraigua. La zona aboral (el pol oposat a la boca) és convexa i es denomina exombrel·la i la zona oral, còncava, subombrel·la. D'aquesta penja el manubri, en l'extrem del qual s'obre la boca. De la vora de l'exombrel·la pengen diversos tentacles proveïts de nombrosos cnidocits, les cèl·lules urticants típiques dels cnidaris, que contenen substàncies urticants que, en el cas dels humans, irriten la pell, però que resulten mortals per a determinats peixos. En les meduses, a diferència dels pòlips, la mesoglea és típicament molt gruixuda; sol ser gelatinosa, però pot aconseguir consistència cartilaginosa en algunes espècies.
Per a desplaçar-se s'impulsen per contraccions rítmiques dels músculs de la subombrel·la, prenent aigua, que entra a la seva cavitat gastrovascular que després és expulsada, utilitzant-la com a propulsor. No tenen cervell, però sí una xarxa nerviosa a la part més exterior del seu cos. Les meduses s'alimenten de plàncton i petits peixos. Més del 95% del pes d'una medusa és aigua.
Tots els cnidaris es caracteritzen per la possessió de cèl·lules urticants, anomenades cnidocists o nematocists, que utilitzen per capturar preses i defensar-se. Aquestes cèl·lules estan presents principalment als tentacles.

## Classificació i evolució
L'etapa medusa és només un dels estadis de la vida d'espècies dels Cnidaria. La fase medusa pertany exclusivament als Medusozoa, la branca dels cnidaris que exclou els Anthozoa (per exemple, coralls i anemones). Això suggereix que la forma medusa es va desenvolupar més tard que els pòlips. La filogènia d'aquest grup és complexa i encara s'hi està treballant.

## Alimentació
Gairebé totes les espècies són carnívores i s'alimenten sobretot de petits crustacis, com els copèpodes que són els organismes més abundants del zooplancton. Els tentacles constitueixen els instruments essencials per a la captura de preses: els estenen en forma de xarxa esperant el pas dels organismes que hi quedaran atrapats. Una vegada la presa ha contactat amb el tentacle, és anestesiada i posteriorment aniquilada pels cnidocists. Els tentacles, en retreure's, traslladen les preses cap a la boca.
La cavitat gastrovascular posseeix un estómac central del qual parteixen borses gàstriques o diversos canals radials, que poden continuar-se dintre dels tentacles; d'aquesta manera, els nutrients poden distribuir-se amb major facilitat per tot el cos.

## Reproducció i desenvolupament

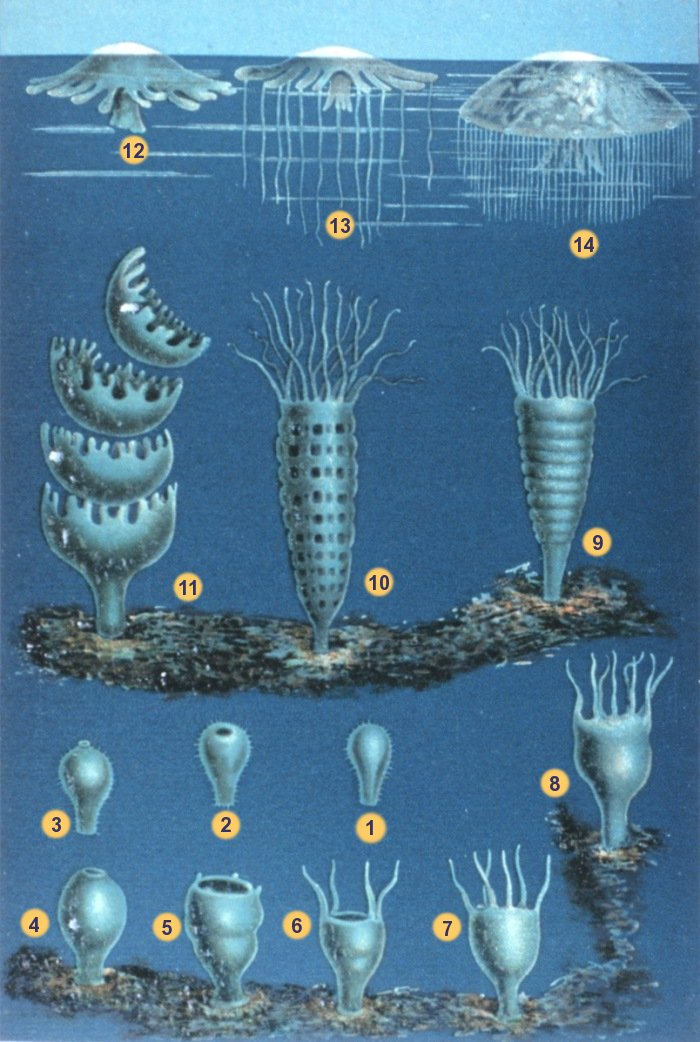
Desenvolupament de les escifomeduses.

Durant l'època de reproducció, les meduses mascles i les meduses femelles adultes alliberen a l'aigua les cèl·lules sexuals per tal que tingui lloc la fecundació. De l'ou fecundat s'allibera una larva planctònica anomenada plànula, en forma de pera i completament ciliada que, quan troba un substrat apropiat, es fixa i es transforma en un pòlip asexual. Els pòlips viuen uns quants mesos i generen unes larves de medusa anomenades èfires. Les èfires tenen forma estrellada i es converteixen a poc a poc en meduses sexuades adultes al llarg d'uns dos o tres mesos, tancant el cicle. L'esperança de vida de les meduses adultes varia segons l'espècie, però està compresa entre 6 mesos i uns dos anys.
En els hidrozous i escifozous, els pòlips es reprodueixen asexualment formant gemmes de les quals sorgiran meduses sexuades, cosa que no passa en els cubozous:
- Hydrozoa. Les hidromeduses es formen per gemmació a partir de gemmes (gonòfors) sobre els pòlips, ja sigui a partir de les seves parets o en gonozoides especialitzats.

- Scyphozoa. Les escifomeduses s'originen a partir de petits pòlips per un procés denominat estrobilació, en el qual el pòlip (escifistoma) es divideix en discos sobreposats; aquests discos s'alliberen com larves pelàgiques conegudes com a èfires que donaran origen a meduses sexuades.

- Cubozoa. En els cubozous, cada pòlip origina una sola cubomedusa a través d'una metamorfosi completa (no hi ha gemmació ni estrobilació).

La majoria de les meduses tenen els sexes separats (són dioiques). Durant la reproducció sexual, les meduses alliberen els gàmetes (òvuls i espermatozoides) a l'aigua, on es produeix la fecundació, o bé els espermatozoides fecunden els òvuls en l'interior del cos de la medusa femella.

## Filogènesi

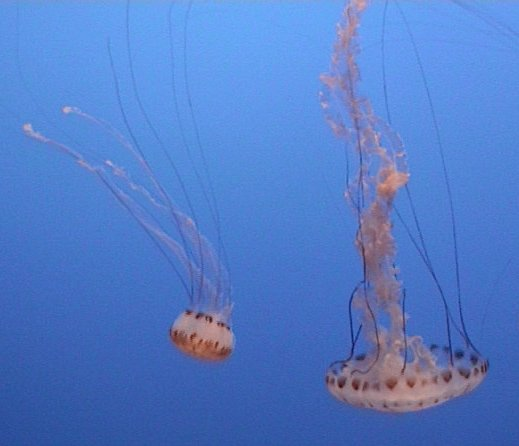
Chrysaora quinquecirrha.

Les relacions filogenètiques estarien conformades per les següents classes:
|  | Hydrozoa                                              |
|  |                                                       |
|  | \| \| Cubozoa \| \| \| \| \| \| Scyphozoa \| \| \| \| |
|  |                                                       |
|  | Cubozoa                                               |
|  |                                                       |
|  | Scyphozoa                                             |
|  |                                                       |

|  | Cubozoa   |
|  |           |
|  | Scyphozoa |
|  |           |

|  | Hydrozoa                                              |
|  |                                                       |
|  | \| \| Cubozoa \| \| \| \| \| \| Scyphozoa \| \| \| \| |
|  |                                                       |
|  | Cubozoa                                               |
|  |                                                       |
|  | Scyphozoa                                             |
|  |                                                       |

|  | Cubozoa   |
|  |           |
|  | Scyphozoa |
|  |           |

## Algunes espècies de medusa
- Cubozoa

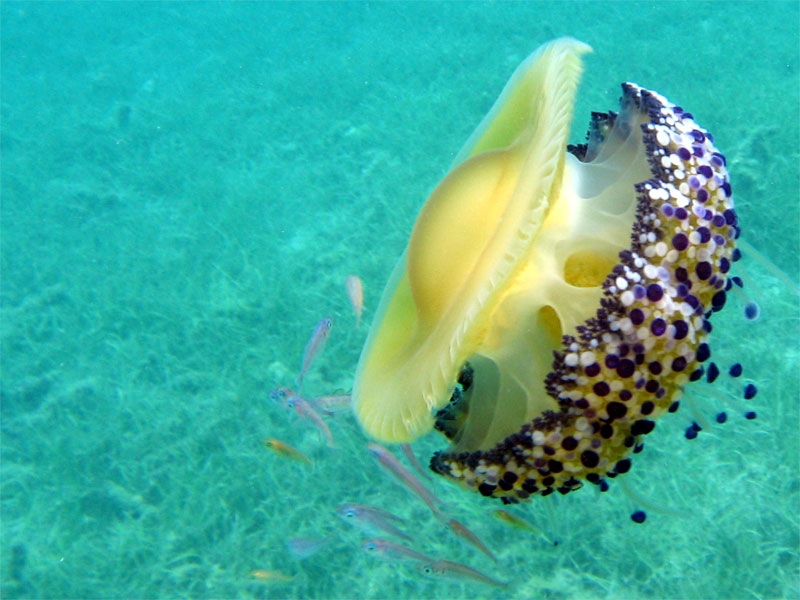
Cotylorhiza tuberculata

  - Chironex fleckeri - Vespa de mar.
  - Chiropsalmus quadrigatus
- Hydrozoa
  - Aequorea victòria - Gelatina de mar.
  - Benthocodon pedunculata
  - Craspedacusta sowerbyi - Medusa d'aigua dolça
  - Physalia physalis - Caravel·la portuguesa.
  - Olindias sambaquiensis - Aigua viva o Medusa de la creu.
  - Liriope tetraphylla - Pica-pica o Tapioca.
- Scyphozoa
  - Cotylorhiza tuberculata - Medusa ou fregit.
  - Rhizostoma octopus - Medusa blanca.
  - Rhizostoma pulmo - Aguamala, Acalefo blau.
  - Aurelia aurita - Medusa comuna
  - Nemopilema nomurai - Medusa gegant del Japó
  - Cassiopeia xamachana - Medusa invertida
  - Cyanea capillata - Medusa cabellera de lleó àrtica.
  - Chrysaora fuscescens - Ortiga del Pacífic.
  - Chrysaora lactea
  - Chrysaora quinquecirrha - Ortiga de mar.
  - Catostylus mosaicus - Medusa mosaic.
  - Limnocnida tanganicae - Medusa de l'Amazones.

## Picades
Quan les cèl·lules urticants (nematocists) dels tentacles de la medusa entren en contacte amb una presa s'obren, els filaments en surten disparats i penetren la pell, inoculant una substància urticant o verí. És un sistema que s'engega automàticament i que permet a les meduses de capturar les seves preses i defensar-se.

### El verí
La composició del verí de les meduses és encara poc conegut i molt variable segons l'espècie. En general se sap que el líquid contingut en les cèl·lules urticants té efecte neurotòxic o citotòxic, de vegades hemolític i cardiotòxic. L'acció tòxica final dependrà de la combinació de substàncies que componen el verí i de diversos factors com:
- Densitat de cèl·lules urticants.
- Zona del cos de la persona afectada.
- Superfície corporal exposada.
- Temps de contacte amb els tentacles.
- Edat, pes i estat de salut de la persona afectada.

## Explotació

### Restauració

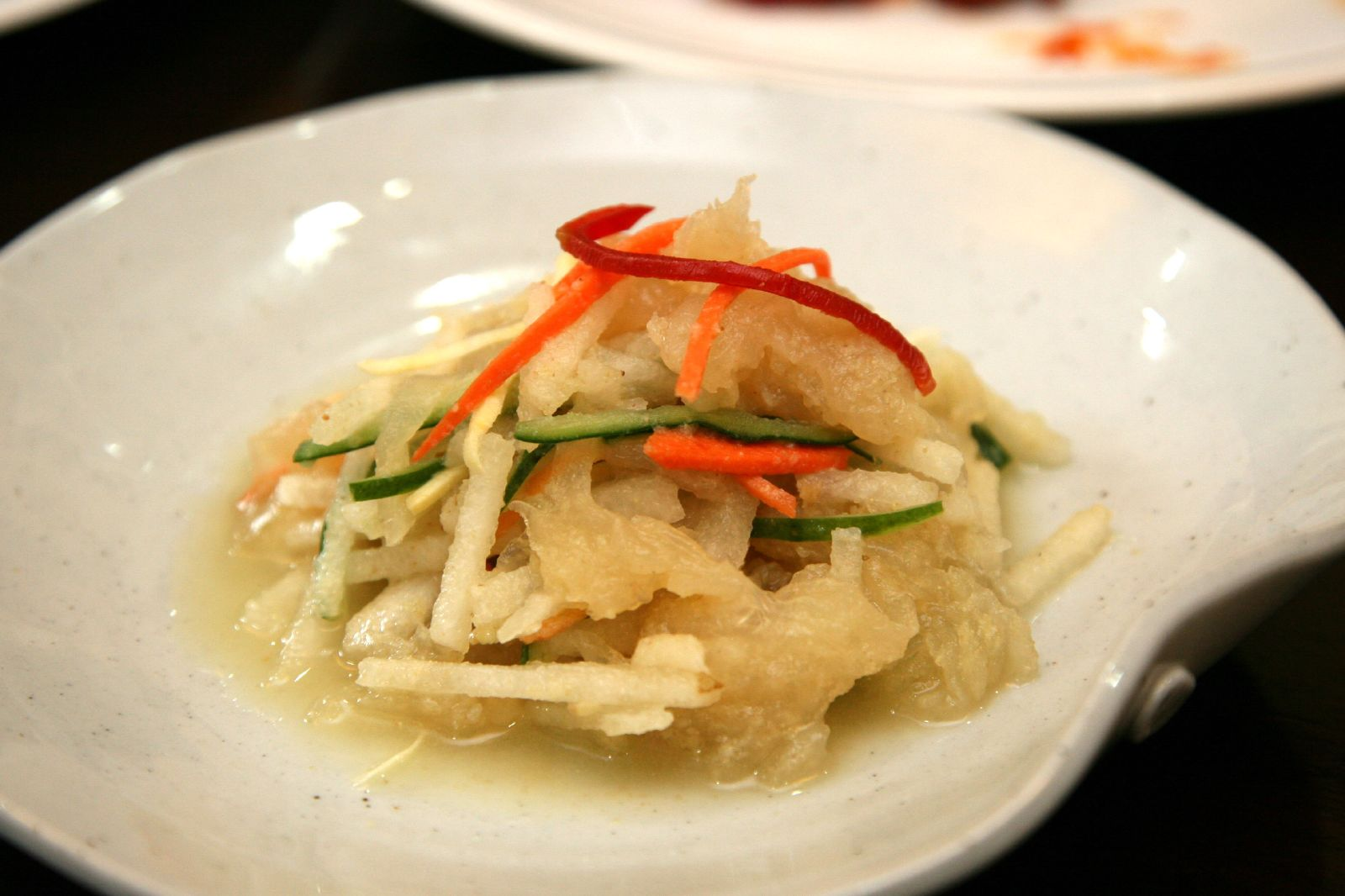
La medusa com a element principal d'un plat de la cuina coreana

En alguns països, com el Japó, les meduses són conegudes com una exquisidesa perquè algunes espècies de meduses, com la Rhopilema hispidum, la Rhopilema esculentum i la Nemopilema nomurai, presents principalment a les aigües del Pacífic, són aptes per al consum humà. També ho és Cotylorhiza tuberculata, present al Mediterrani.
La "medusa seca" s'ha convertit en un plat cada vegada més popular a tot el món. La medusa s'asseca per evitar que es faci malbé. Una vegada assecades es poden emmagatzemar durant setmanes. La major part de la collita es duu a terme al sud-est d'Àsia.
A la Xina, la medusa processada es dessala per immersió en aigua durant la nit i es menja crua o cuita. El plat se serveix amb un amaniment d'oli, salsa de soja, vinagre i sucre, o com una amanida amb verdures. Al Japó, les meduses curades s'esbandeixen, es tallen en tires i se serveixen amb vinagre. També es pot trobar dessalada. A Catalunya ja hi ha restaurants que ofereixen plats amb medusa, com l'amanida amb medusa, i combinacions amb plats més tradicionals com el "rabo de toro con medusa". Carme Ruscalleda també ha proposat plats amb medusa al seu restaurant de Sant Pol de Mar.
El 30 de maig de 2013, la FAO va publicar un informe en el qual recomanava incloure la medusa a la dieta per contrarestar la seva proliferació al mar, recordant que en alguns països com la Xina el seu consum és habitual. Aquest informe també proposava que l'augment del nombre de meduses podria ser una de les causes del descens de les poblacions de peixos al Mediterrani i al mar Negre.

### Aportació nutricional
Segons la taula de nutrients del Departament d'Agricultura dels Estats Units, aquests són els valors nutricionals de la medusa dessecada i salada per cada 100 grams:
- 36 kcal
- 5,5 grams de proteïna
- 1,4 grams de lípids dels quals:
  - 0,273 g són àcids grassos saturats
  - 0,202 g són monoinsaturats
  - 0,475 g són poliinsaturats
- 5 mil·ligrams de colesterol
- 0,0 grams d'hidrats de carboni i fibra

Cal destacar el baix contingut en vitamines i minerals, així com la quantitat de ferro (2,3 mil·ligrams) i sodi (9.690 mil·ligrams) que aporta.

### Pesca

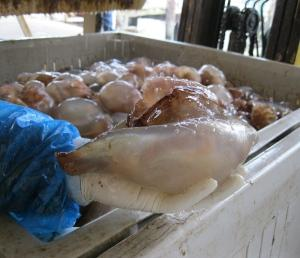
La medusa bola de canó americana en una fàbrica abans de ser venuda a un distribuïdor de marisc

Al llarg de la costa de l'estat meridional de Geòrgia, Estats Units, i al Golf de Mèxic, les meduses bola de canó americana (Stomolophus meleagris) són una exportació molt valuosa. Les meduses s'assequen, es conserven i s'empaqueten abans de ser venudes a un distribuïdor de mariscs que les envia al Japó, la Xina i Tailàndia.
També es pesquen meduses pel seu col·lagen, ja que poden ser utilitzades per a una gran varietat d'aplicacions com el tractament de l'artritis reumatoide.

### Medicina
L'espècie Turritopsis nutricula és objecte d'investigació per la seva immortalitat biològica. És l'única forma de vida coneguda capaç de revertir el seu procés d'envelliment. Aquesta medusa ha desenvolupat l'habilitat de tornar a l'estat de pòlip després d'haver arribat a la seva maduresa sexual.